# Dittersdorf (Turyngia)
Dittersdorf – miejscowość i gmina w Niemczech, w kraju związkowym Turyngia, w powiecie Saale-Orla, wchodzi w skład wspólnoty administracyjnej Seenplatte.
31 grudnia 2013 do gminy przyłączono gminę Chursdorf, która stała się jej dzielnicą.